# 1537 en musique classique
| \| • Retour à la chronologie générale de la musique classique • \| |
| Grèce • Rome • Haut Moyen Âge • VIIIe siècle • IXe siècle • Xe siècle • XIe siècle XIIe siècle • XIIIe siècle • XIVe siècle • XVe siècle • XVIe siècle • XVIIe siècle XVIIIe siècle • XIXe siècle • XXe siècle • XXIe siècle |
| • Retour à la chronologie générale de la musique classique • |

| Années en musique classique : 1534 - 1535 - 1536 - 1537 - 1538 - 1539 - 1540    |
| Décennies en musique classique : 1500 - 1510 - 1520 - 1530 - 1540 - 1550 - 1560 |

## Événements
- Fondation  par Giovanni di Tapia du plus ancien conservatoire connu, le Santa Maria di Loreto de Naples,

## Décès
- Paul Hofhaimer, compositeur et organiste autrichien (° 25 janvier 1459).